# Јиржи Долана
Јиржи Долана (чеш. Jiří Dolana; Храдец Кралове, 16. март 1937 − 14. јул 2003) био је чехословачки и чешки хокејаш на леду и хокејашки тренер.
Са репрезентациијом Чехословачке играо је на једном светским и 2 олимпијска турнира где је освојио две бронзане и једну сребрну медаљу. На светским првенствима и олимпијским играма одиграо је укупно 22 утакмице, уз учинак од 19 постигнутих голова и 7 асистенција.
По окончању играчке каријере три сезоне је радио као тренер у матичном клубу Храдец Кралове који је водио у трећој лиги.
Његов дрес са бројем пет који је носио када је играо за тим Пардубица званично је повучен из употребе.